# Haakon Sunnivasson
Haakon Sunnivasson (duń. Hakon Jyde, czyli z Jutlandii; fl. 1131) – duński możny, ojciec króla Eryka III Jagnię.
Urodził się zapewne na przełomie XI i XII wieku, bowiem jego syn przyszedł na świat ok. 1120 roku. Był synem duńskiego możnego i Sunnivy Haakonsdotter. Jego dziadkami byli norweski możny Haakon Ivarsson zwany Białym i Ragnhilda, nieślubna córka Magnusa I Dobrego. Był mężem Ragnhildy, nieślubnej córki króla Danii Eryka I Zawsze Dobrego jak podaje Saxo Grammaticus dlatego, że pomścił śmierć królewskiego brata, Bjørna, przed zabójstwem i został jarlem. W 1131 roku był jednym z członków spisku przeciw swemu szwagrowi, Kanutowi Lavardowi, ale wycofał się, gdy konspiratorzy zdecydowali się na morderstwo. Ponieważ był związany przysięgą, nie ostrzegł jednak Kanuta. Jego syn najpierw został sojusznikiem brata zabitego Kanuta Lavarda, Eryka II Pamiętnego (króla od 1134), a potem jego następcą od 1137 roku.